# Cheikh Gueye
Cheikh Matar Gueye (Thiès, 30 dicembre 1986) è un ex calciatore senegalese, di ruolo difensore.